# Kate e Anna McGarrigle
Kate e Anna McGarrigle sono state due sorelle e cantautrici canadesi. Il duo musicale da loro composto è stato attivo dal 1975 al 2010, anno della morte di Kate.

## Storia del gruppo
Originarie di Montréal, Kate è nata il 6 febbraio 1946 mentre Anna il 4 dicembre 1944. Hanno iniziato ad esibirsi in pubblico negli anni '60 e dal 1963 al 1967 hanno fatto parte di un quartetto chiamato Mountain City Four.
Il loro debutto ufficiale risale al 1974, mentre l'album eponimo d'esordio è uscito nel 1976. Sebbene associate alla comunità anglofona del Quebec, hanno anche registrato ed eseguito molte canzoni in francese. Due dei loro album sono interamente in lingua francese.
Nel 1993 sono state nominate membri dell'Ordine del Canada.
Nel 1971 Kate si è sposata con il cantautore Loudon Wainwright III; i loro figli Rufus Wainwright e Martha Wainwright sono a loro volta attivi nel mondo della musica. La coppia ha divorziato nel 1976. Kate è deceduta nel 2010 a causa di un sarcoma all'età di 63 anni.
Anna è stata sposata con il giornalista Dane Lanken fino alla morte di questo avvenuta nel 2023. La coppia ha avuto due figli. Anna e Kate avevano un'altra sorella, Jane (nata nel 1941), compositrice per cinema e televisione, nonché manager e autrice del duo.

## Discografia
- Kate & Anna McGarrigle (1976)
- Dancer with Bruised Knees (1977)
- Pronto Monto (1978)
- Entre la jeunesse et la sagesse (1980)
- Love Over and Over  (1982)
- Heartbeats Accelerating (1990)
- Matapédia (1996)
- The McGarrigle Hour (1998)
- La vache qui pleure (2003)
- The McGarrigle Christmas Hour (2005)
- Odditties (2010)
- Tell My Sister (2011)
- Sing Me the Songs: Celebrating the Works of Kate McGarrigle (2013)
- Tant Le Monde: Live in Bremen, Germany, 2005 (2022)